# Scunthorpe
 (février 2025).
Si vous disposez d'ouvrages ou d'articles de référence ou si vous connaissez des sites web de qualité traitant du thème abordé ici, merci de compléter l'article en donnant les références utiles à sa vérifiabilité et en les liant à la section « Notes et références ».
Scunthorpe est une ville anglaise du North Lincolnshire. Sa population est estimée à 72 514 habitants. C'est une ville industrielle avec une grande aciérie.

## Scunthorpe problem
La ville a donné, à son corps défendant, son nom à une erreur récurrente des filtres qui sont censés bloquer les grossièretés et les obscénités sur Internet : en 1996, les filtres d'obscénités d'AOL, notamment, rejetaient le nom de la ville, parce qu'il contient la chaîne de caractères 'cunt', qui équivaut au français « con » dans tous ses sens. Les habitants de la ville étaient ainsi empêchés de créer des comptes AOL. Google a également adopté par la suite un filtre analogue, empêchant les recherches à propos de la ville. Cet exemple est devenu l'archétype de la pudibonderie maladroite des filtres Internet, et on l'a nommée « le problème de Scunthorpe ».

## Sport
- Football: Scunthorpe United
- Football: Scunthorpe RC
- Football américain: Scunthorpe Alphas
- Rugby à XV: Scunthorpe Rugby Club
- Rugby à XIII: Scunthorpe Barbarians
- Motorsports: Scunthorpe Scorpions

## Jumelage
- Clamart (France)
- Lunebourg (Allemagne)
- Ostrowiec Świętokrzyski (Pologne)

## Personnalités liées à la ville
- Catégorie:Naissance à Scunthorpe